# مانويل ميدرانو
مانويل اليخاندرو ميدرانو لوبيز Manuel Alejandro Medrano López (بالإسبانية: Manuel Medrano)‏ ولد يوم 29 أكتوبر 1987،قي بوكاغراند، قرطاجنة، كولومبيا)، وهو معروف باسم مانويل ميدرانوManuel Medrano، وهو مغني بوب كولومبي وحصل على اثنين من جوائز جرامي اللاتينية Premios Grammy Latinos.

## البدايات
بداياته في الموسيقى هي بفضل دعم أسرته. قصة مانويل ميدرانوManuel Medrano؛ تبدأ عندما فشل في العام الدراسي في سن 14، فأعطي له غيتار كجائزة ترضية . وفي سن 16 بدأ في كتابة أغانيه، مما دفعه لبدء حياته المهنية كمغني منفرد؛أدى في العديد من الحانات في بوغوتا عاصمة كولومبيا لعدة سنوات وفي نفس الوقت ألف العديد من الأغاني التي بعد سنوات من شأنها أن تعطي له الاعتراف على المستوى الوطني.

## بداية الشهرة
كانت الشبكات الاجتماعية، وبشكل أساسي يوتيوب هي الوسيلة الرئيسية التي أصبحت معروفة؛في أغسطس 2014 أطلق أغنية من كوكب الأرض، التي أخذت شيئا فشيئا أجهزة الراديو الوطنية إلى نقطة لجعلها واحدة من أغاني العام، ورشح لجوائز الصدمة كأفضل فنان جديد وأفضل العروض.
في بداية عام 2015 وقع مع شركة وارنر ميوزك متعددة الجنسيات وأصدرت له ""Bajo el Agua" ، والتي لقيت مشاهدة أكثر من 75,000,000 موقع يوتيوب، وحظي بقبول جيد في كولومبيا والمكسيك.
في عام 2016 حصل على اثنين من جوائز جرامي اللاتينية( Grammy Latino) على النحو التالي: أفضل فنان جديد وأفضل ألبوم سونغوريتينغ.

## جوائز غرامي Grammy Latino
| السنة | اسم الفنان     | اسم الأغنية           | النتيجة |
| ----- | -------------- | --------------------- | ------- |
| 2016  | Manuel Medrano | Mejor Nuevo Artista   | فوز     |
| 2016  | Manuel Medrano | Mejor Álbum Cantautor | فوز     |

### جائزة Premios Shock
| السنة | اسم الفنان     | اسم الأغنية   | النتيجة |
| ----- | -------------- | ------------- | ------- |
| 2016  | Manuel Medrano | Mejor Artista | فوز     |
| 2016  | Manuel Medrano | Mejor Álbum   | فوز     |

## أغانيه
- 2015: Manuel Medrano؛ (Álbumes)
- Afuera del planeta
- Bajo el agua
- Una y otra vez
- La mujer que bota fuego

## وصلات خارجية
- مانويل ميدرانو على موقع ميوزك برينز (الإنجليزية)